# Еві Гуттунен
Еві Марія Гуттунен (фін. Eevi Maria Huttunen; нар. 23 серпня 1922, Карттула, Північна Савонія — пом. 3 грудня 2015, Куопіо) — фінська ковзанярка, призер Олімпійських ігор, чемпіонка світу в класичному багатоборстві.

## Спортивна кар'єра
Еві Гуттунен — учасниця 11-и чемпіонатів світу в класичному багатоборстві з 1948 по 1960 рік.
Протягом своєї спортивної кар'єри Гуттунен була практично єдиною ковзаняркою, яка складала конкуренцію домінуючим радянським ковзаняркам, неодноразово перемагаючи на дистанціях 5000 і 3000 м і займаючи призові місця на інших дистанціях на чемпіонатах світу в класичному багатоборстві, але лише один раз в 1951 році за відсутності радянських ковзанярок стала чемпіонкою в багатоборстві.
Зимові Олімпійські ігри 1960 стали першими, на яких в ковзанярському спорті змагалися жінки, і Гуттунен, яка вже завершила виступи в 1958 році, поновила тренування спеціально заради виступу на Олімпіаді.
Гуттунен взяла участь в забігах на всіх чотирьох дистанціях і на дистанції 3000 м виборола олімпійську медаль, зайнявши третє місце.

### Виступи на Олімпіаді
| Олімпіада       | Дисципліна | Місце |
| --------------- | ---------- | ----- |
| Скво-Веллі 1960 | 500 м      | 14    |
| Скво-Веллі 1960 | 1000 м     | 9     |
| Скво-Веллі 1960 | 1500 м     | 14    |
| Скво-Веллі 1960 | 3000 м     | 3     |